# Општина Печињага (Констанца)
Печињага (рум. Pecineaga) општина је у Румунији у округу Констанца.
Oпштина се налази на надморској висини од 35 m.